# Richtlinie des Landes Brandenburg zur Besetzung von Arbeitsplätzen und Dienstposten
Die Richtlinie des Landes Brandenburg zur Besetzung von Arbeitsplätzen und Dienstposten (Besetzungsrichtlinie) ist eine Verwaltungsvorschrift für die unmittelbare brandenburgische Landesverwaltung, die regelt, ob und wie vakante Positionen besetzt werden dürfen.
Hauptziel der Richtlinie ist es, vorrangig bereits dauerhaft im brandenburgischen Landesdienst beschäftigte Mitarbeiter auf freien Positionen einzusetzen. Dies soll sicherstellen, dass der in der Personalbedarfsplanung für die brandenburgische Landesverwaltung verankerte Stellenabbau tatsächlich realisiert werden kann.
Zugleich soll die Richtlinie gewährleisten, dass die Ansprüche der Tarifbeschäftigten auf Beschäftigungssicherung entsprechend dem Tarifvertrag über Maßnahmen zur Begleitung des Umbaus der Landesverwaltung Brandenburg durchgesetzt werden können.
Auch wenn es sich um eine Verwaltungsvorschrift – also Binnenrecht – handelt, kann ein Verstoß gegen die Richtlinie Auswirkungen auf die Rechtmäßigkeit von Besetzungsverfahren in der brandenburgischen Landesverwaltung haben, was z. B. im Rahmen einer Konkurrentenklage gerichtlich überprüft werden könnte. Zudem kann der Straftatbestand der Untreue gemäß § 266 StGB erfüllt sein, wenn eine externe Neueinstellung durch eine Landesbehörde ohne Zustimmung des Zentralen Personalmanagements gemäß § 7 der Richtlinie erfolgt.

## Geltungsbereich
Die Richtlinie findet gemäß § 1 auf alle Verfahren zur Besetzung von Dienstposten, Stellen und befristeten Beschäftigungspositionen (Positionen), für die die Landesregierung zuständig ist, Anwendung. Der Landtag, der Landesrechnungshof und die Landesbeauftragte für den Datenschutz und für das Recht auf Akteneinsicht können die Richtlinie anwenden.
Ausgenommen sind Positionen
- für Präsidenten, Vizepräsidenten, Kanzler, Professoren, Juniorprofessoren, wissenschaftliches und künstlerisches Personal und beim Abschluss befristeter Verträge für akademische Mitarbeiter der Hochschulen,
- die mit politischen Beamten, Beamten auf Probe oder auf Zeit besetzt werden,
- an wissenschaftlichen und künstlerischen Hochschulen, die aus Drittmitteln finanziert werden, sowie für Positionen der Auftragsforschung, wenn mit dem Zuwendungsbescheid rechtlich ausgeschlossen ist, dass bereits im Landesdienst tätiges Personal eingesetzt werden kann,
- für Richter und Staatsanwälte,
- für Lehrkräfte und das sonstige pädagogische Personal an Schulen,
- für Regierungssprecher und stellvertretende Regierungssprecher sowie Pressesprecher der Ministerien, Büroleiter und persönliche Referenten des Ministerpräsidenten, der Minister und der Staatssekretäre beim Abschluss befristeter Verträge,
- für Auszubildende, Anwärter und Referendare,
- die erstmals befristet für längstens zwölf Monate besetzt werden und für die Verlängerung von Arbeitsverträgen um bis zu zwölf Monate.

## Besetzungsverfahren
Durch die §§ 2 bis 6 soll sichergestellt werden, dass freie Positionen vorrangig mit internen Mitarbeitern, die bereits dauerhaft im Landesdienst beschäftigt sind, besetzt werden.

### Vorrang interner Nachbesetzungen
Einerseits bestimmt § 2, dass freie Positionen, die in den Geltungsbereich der Richtlinie fallen, dem Zentralen Personalmanagement zu melden sind. Andererseits ergibt sich aus den §§ 5 und 6, dass freie Stellen immer erst den bereits im Landesdienst tätigen Mitarbeitern anzubieten sind.
Dies kann im Wege einer Interessenbekundung erfolgen (§ 5), wenn die Position gleichrangig besetzt werden soll (Ausübung des Direktionsrechtes). In diesem Fall darf es sich für den neuen Stelleninhaber weder um einen Beförderungsdienstposten im Sinne des Beamtenrechts handeln noch darf es zu einer Höhergruppierung eines Tarifbeschäftigten kommen. Geht es hingegen um einen Beförderungsdienstposten oder soll eine Höhergruppierung möglich sein, dann ist eine interne Stellenausschreibung durchzuführen (§6).

### Externe Neueinstellungen
Grundsätzlich kommt eine externe Neueinstellung nur in Betracht, wenn eine interne Besetzung gescheitert ist (§ 7).
Eine Ausschreibung und externe Neueinstellung ist jedoch zulässig, wenn das Zentrale Personalmanagement im Einvernehmen mit dem Ministerium des Innern vorher der Ausschreibung bzw. der externen Neueinstellung zugestimmt haben. In der Besetzungsrichtlinie selbst ist nicht geregelt, welche Tatbestandsmerkmale erfüllt sein müssen, damit eine solche Zustimmung erteilt werden darf.
Allerdings ist insoweit § 5 des Gesetzes über finanzpolitische Leitlinien und Vorgaben des Landes Brandenburg zu beachten. Dort ist geregelt, dass personalwirtschaftliche Maßnahmen, insbesondere Beförderungen, die Übertragung höherwertiger Tätigkeiten und Stellenbesetzungen nur in den Geschäftsbereichen zulässig sind, in denen im Vorjahr die Personalbudgets nicht überschritten wurden und soweit sich ein Überschreiten der Personalbudgets für den Zeitraum der mittelfristigen Finanzplanung nicht abzeichnet. Neueinstellungen und die Entfristung befristeter Beschäftigungsverhältnisse sind grundsätzlich nur in den Geschäftsbereichen zulässig, in denen die Erreichung der ressortbezogenen Stelleneinsparziele laut Personalbedarfsplanung abzusehen ist. Das Ministerium der Finanzen kann Ausnahmen von diesen Restriktionen zulassen.

## Zeitlich befristete Positionen
§ 8 der Besetzungsrichtlinie erleichtert den Abschluss neuer zeitlich befristeter Arbeitsverträge, wenn
- der Beschäftigte zur Vertretung eines anderen Beschäftigten bis zu drei Jahren eingesetzt werden soll (§ 14 Absatz 1 Nummer 3 TzBfG) oder
- die Befristung auf einem gerichtlichen Vergleich beruht (§ 14 Absatz 1 Nummer 8 TzBfG) oder
- die Position mit Auszubildenden nach Abschluss der Ausbildung bis zu 24 Monate besetzt werden soll.

In den drei genannten Fällen ist eine Zustimmung des Zentralen Personalmanagements zum Abschluss des neuen Arbeitsvertrages nicht erforderlich.

## Inkrafttreten
Die Besetzungsrichtlinie trat mit ihrer Veröffentlichung im Amtsblatt des Landes Brandenburg am 19. Mai 2010 in Kraft. Sie löste die zuvor geltende Richtlinie des Landes Brandenburg zur Besetzung von Stellen vom 29. November 2005 (ABl. S. 1082), geändert durch Beschluss der Landesregierung vom 1. Juli 2008, ab.

## Zentrales Personalmanagement
Das in der Besetzungsrichtlinie vorgesehene Zentrale Personalmanagement (ZP) der Landesverwaltung ist im Ministerium des Innern des Landes Brandenburg angesiedelt. Bei Besetzungsverfahren arbeitet es mit der Stabsstelle Personal (SP) im Finanzministerium zusammen, insbesondere wenn es um die Feststellung der Notwendigkeit externer Neueinstellungen geht, weil eine interne Besetzung gescheitert ist. Das Zentrale Personalmanagement wird von Steffi Kirchner geleitet.